# Laundi
Laundi (en hindi: लौंड़ी ) es una localidad de la India en el distrito de Chhatarpur, estado de Madhya Pradesh.

## Geografía
Se encuentra a una altitud de 201 m s. n. m. a 442 km de la capital estatal, Bhopal, en la zona horaria UTC +5:30.

## Demografía
Según estimación 2010 contaba con una población de 29 982 habitantes.